# 1. Bundesliga 2014-2015 (maschile, Germania)
La 1. Bundesliga 2014-2015 si è svolta dal 16 ottobre 2014 al 3 maggio 2015: al torneo hanno partecipato dodici squadre di club tedesche e la vittoria finale è andata per la tredicesima volta al Verein für Bewegungsspiele Friedrichshafen.

## Regolamento
Le squadre hanno disputato un girone all'italiana, con gare di andata e ritorno, per un totale di venti giornate; al termine della regular season:
- Le prime dieci classificate hanno acceduto ai play-off scudetto, strutturati in ottavi di finale, a cui hanno preso parte solo le formazioni classificate dal settimo al decimo posto, quarti di finale, entrambi giocati al meglio di due vittorie su tre gare, semifinali e finale, entrambe giocate al meglio di tre vittorie su cinque gare.
- L'ultima classificata è retrocessa in 2. Bundesliga: tuttavia, a seguito della rinuncia a campionato in corso del Volleyball Club Dresden (i risultati degli incontri disputati dalla squadra sono stati annullati), nessuna è retrocessa.

## Squadre partecipanti
Al campionato di 1. Bundesliga 2014-15 hanno partecipato dodici squadre: quelle neopromosse dalla 2. Bundesliga sono state il Netzhoppers Königs Wusterhausen, vincitrice del girone nord, e il L.E. Volleys, vincitrice del girone sud, oltre all'Olympia Berlino ammessa nel massimo campionato per volere della federazione; tre squadre che hanno avuto il diritto di partecipazione, ossia il Moerser Sportclub 1985, il Turn- und Sportverein Unterhaching Volleyball e il L.E. Volleys, hanno rinunciato all'iscrizione: al posto delle prime due sono state ripescata il Spielgemeinschaft Volleyball Gellersen Lüneburg e Turn- und Sportverein Herrsching, mentre al posto dell'ultima non è stata ripescata alcuna squadra.
| Club              | Città                  | Palazzetto                               | Stagione precedente                                      |
| ----------------- | ---------------------- | ---------------------------------------- | -------------------------------------------------------- |
| Charlottenburg    | Berlino                | Max-Schmeling-Halle Berlino              | 1ª in 1. Bundesliga; Campione di Germania                |
| Olympia Berlino   | Berlino                | Sportforum Berlin Berlino                | 14ª in 2. Bundesliga (girone nord)                       |
| Bühl              | Bühl                   | Großsporthalle Bühl                      | 4ª in 1. Bundesliga; semifinali play-off scudetto        |
| Coburger          | Coburgo                | HUK-Coburg Arena Coburgo                 | 8ª in 1. Bundesliga; ottavi di finale play-off scudetto  |
| Dresden           | Dresda                 | Margon Arena Dresda                      | 10ª in 1. Bundesliga; ottavi di finale play-off scudetto |
| Dürener           | Düren                  | Arena Kreis Düren Düren                  | 5ª in 1. Bundesliga; quarti di finale play-off scudetto  |
| Friedrichshafen   | Friedrichshafen        | ZF-Arena Friedrichshafen Friedrichshafen | 2ª in 1. Bundesliga; finale play-off scudetto            |
| Herrsching        | Herrsching am Ammersee | Nikolaushalle Herrsching am Ammersee     | 3ª in 2. Bundesliga (girone sud)                         |
| Netzhoppers       | Königs Wusterhausen    | Landkost-Arena Bestensee                 | 1ª in 2. Bundesliga (girone nord)                        |
| Lüneburg          | Luneburgo              | Gellersenhalle Reppenstedt               | 2ª in 2. Bundesliga (girone nord)                        |
| Rottenburg        | Rottenburg am Neckar   | Paul Horn-Arena Tubinga                  | 7ª in 1. Bundesliga; quarti di finale play-off scudetto  |
| Mitteldeutschland | Spergau                | Jahrhunderthalle Spergau Spergau         | 9ª in 1. Bundesliga; quarti di finale play-off scudetto  |

## Torneo

### Regular season

#### Risultati
| Partite |                            |     |                                   |
|         |                            |     |                                   |
| 16-10   | Coburgo-Friedrichshafen    | 0-3 | 20-25, 22-25, 11-25               |
| 18-10   | Düren-Bühl                 | 0-3 | 16-25, 26-28, 22-25               |
| 18-10   | Rottenburg-Herrsching      | 3-1 | 18-25, 25-18, 25-23, 25-19        |
| 18-10   | Luneburgo-Spergau          | 3-1 | 25-18, 23-25, 28-26, 25-15        |
| 19-10   | Coburgo-O. Berlino         | 3-0 | 25-19, 25-17, 25-19               |
| 22-10   | O. Berlino-S. Berlino      | 0-3 | 16-25, 16-25, 16-25               |
| 25-10   | O. Berlino-Rottenburg      | 0-3 | 10-25, 19-25, 19-25               |
| 25-10   | Herrsching-Luneburgo       | 0-3 | 17-25, 24-26, 18-25               |
| 25-10   | Spergau-Coburgo            | 2-3 | 25-15, 21-25, 30-28, 20-25, 9-15  |
| 26-10   | Königs-Rottenburg          | 2-3 | 25-21, 17-25, 22-25, 26-24, 14-16 |
| 26-10   | Friedrichshafen-Düren      | 2-3 | 25-18, 22-25, 18-25, 25-14, 13-15 |
| 29-10   | S. Berlino-Bühl            | 3-2 | 28-26, 19-25, 22-25, 25-13, 15-8  |
| 29-10   | Coburgo-Herrsching         | 1-3 | 25-22, 16-25, 23-25, 20-25        |
| 29-10   | Luneburgo-Königs           | 2-3 | 25-27, 25-22, 20-25, 25-14, 17-19 |
| 29-10   | Düren-Spergau              | 3-1 | 25-22, 19-25, 25-21, 25-13        |
| 31-10   | Friedrichshafen-O. Berlino | 3-0 | 25-22, 25-7, 25-22                |
| 01-11   | Königs-Coburgo             | 3-1 | 20-25, 28-26, 25-23, 25-23        |
| 01-11   | Rottenburg-Luneburgo       | 3-2 | 17-25, 25-23, 25-16, 20-25, 15-8  |
| 02-11   | Friedrichshafen-S. Berlino | 3-2 | 16-25, 18-25, 25-15, 25-20, 15-9  |
| 04-11   | Herrsching-Düren           | 0-3 | 16-25, 16-25, 20-25               |
| 05-11   | O. Berlino-Spergau         | 0-3 | 22-25, 23-25, 12-25               |
| 08-11   | S. Berlino-Spergau         | 3-0 | 25-16, 25-23, 28-26               |
| 08-11   | Düren-Königs               | 3-0 | 25-20, 25-16, 25-9                |
| 08-11   | Coburgo-Rottenburg         | 2-3 | 25-22, 18-25, 25-17, 15-25, 8-15  |
| 08-11   | Bühl-Friedrichshafen       | 0-3 | 22-25, 13-25, 23-25               |
| 14-11   | O. Berlino-Herrsching      | 0-3 | 19-25, 13-25, 22-25               |
| 15-11   | S. Berlino-Herrsching      | 3-1 | 22-25, 25-23, 25-15, 25-17        |
| 15-11   | Spergau-Bühl               | 1-3 | 25-21, 20-25, 22-25, 35-37        |
| 15-11   | Luneburgo-Coburgo          | 3-1 | 25-21, 25-22, 21-25, 25-20        |
| 16-11   | Rottenburg-Düren           | 3-2 | 19-25, 25-20, 16-25, 25-15, 15-11 |
| 22-11   | S. Berlino-Königs          | 3-0 | 25-14, 25-18, 25-13               |
| 22-11   | Düren-Luneburgo            | 3-0 | 25-21, 25-16, 25-13               |
| 22-11   | Bühl-Herrsching            | 3-0 | 25-14, 25-16, 25-21               |
| 23-11   | O. Berlino-Königs          | 2-3 | 25-17, 28-26, 21-25, 21-25, 6-15  |
| 23-11   | Friedrichshafen-Spergau    | 3-0 | 25-17, 25-16, 25-16               |
| 26-11   | Königs-Bühl                | 3-1 | 22-25, 25-19, 25-22, 25-19        |
| 26-11   | Rottenburg-S. Berlino      | 1-3 | 18-25, 17-25, 25-21, 14-25        |
| 26-11   | Coburgo-Düren              | 3-2 | 27-25, 18-25, 19-25, 25-21, 15-13 |
| 27-11   | Herrsching-Friedrichshafen | 1-3 | 27-25, 20-25, 19-25, 17-25        |
| 28-11   | Düren-O. Berlino           | 3-0 | 25-14, 25-21, 25-17               |
| 29-11   | S. Berlino-Luneburgo       | 3-0 | 25-20, 25-22, 25-20               |
| 29-11   | Spergau-Herrsching         | 3-0 | 25-16, 25-20, 25-23               |
| 29-11   | Bühl-Rottenburg            | 3-0 | 25-23, 25-23, 25-18               |
| 30-11   | O. Berlino-Luneburgo       | 0-3 | 17-25, 11-25, 18-25               |
| 30-11   | Friedrichshafen-Königs     | 3-0 | 25-18, 25-16, 25-17               |
| 03-12   | Königs-Spergau             | 3-1 | 25-20, 22-25, 25-17, 25-23        |
| 06-12   | Rottenburg-Friedrichshafen | 1-3 | 28-26, 20-25, 20-25, 23-25        |
| 06-12   | Luneburgo-Bühl             | 2-3 | 25-22, 18-25, 26-24, 18-25, 12-15 |
| 07-12   | Coburgo-S. Berlino         | 0-3 | 15-25, 17-25, 20-25               |
| 08-12   | O. Berlino-Bühl            | 1-3 | 18-25, 25-20, 16-25, 19-25        |
| 12-12   | Herrsching-O. Berlino      | 3-0 | 25-21, 25-11, 27-25               |
| 13-12   | Herrsching-Königs          | 3-1 | 25-22, 20-25, 26-24, 35-33        |
| 13-12   | Spergau-Rottenburg         | 3-2 | 20-25, 25-21, 23-25, 25-21, 15-9  |
| 13-12   | Bühl-O. Berlino            | 3-1 | 25-15, 25-27, 25-19, 25-19        |
| 14-12   | Düren-S. Berlino           | 0-3 | 15-25, 21-25, 23-25               |

| Partite |                            |     |                                   |
|         |                            |     |                                   |
| 14-12   | Bühl-Coburgo               | 3-1 | 25-19, 26-24, 24-26, 27-25        |
| 14-12   | Rottenburg-O. Berlino      | 3-0 | 25-19, 25-20, 25-18               |
| 14-12   | Friedrichshafen-Luneburgo  | 3-0 | 26-24, 25-11, 25-15               |
| 19-12   | Königs-O. Berlino          | 3-0 | 25-20, 25-21, 26-24               |
| 20-12   | Herrsching-Rottenburg      | 2-3 | 25-22, 18-25, 25-22, 22-25, 10-15 |
| 20-12   | Spergau-Luneburgo          | 2-3 | 20-25, 33-31, 24-26, 25-16, 13-15 |
| 20-12   | Bühl-Düren                 | 1-3 | 19-25, 25-22, 30-32, 19-25        |
| 21-12   | Friedrichshafen-Coburgo    | 3-0 | 25-14, 25-16, 25-11               |
| 23-12   | Coburgo-Spergau            | 3-1 | 23-25, 25-23, 25-19, 25-21        |
| 03-01   | Rottenburg-Königs          | 3-0 | 29-27, 25-16, 25-14               |
| 03-01   | Luneburgo-Herrsching       | 3-0 | 25-14, 25-20, 25-19               |
| 07-01   | Luneburgo-S. Berlino       | 3-2 | 25-22, 22-25, 25-19, 24-26, 15-10 |
| 07-01   | Düren-Friedrichshafen      | 0-3 | 17-25, 19-25, 17-25               |
| 10-01   | Königs-Luneburgo           | 2-3 | 31-29, 26-24, 18-25, 21-25, 9-15  |
| 10-01   | Spergau-Düren              | 1-3 | 35-33, 22-25, 17-25, 20-25        |
| 14-01   | Spergau-S. Berlino         | 0-3 | 18-25, 14-25, 19-25               |
| 14-01   | Friedrichshafen-Bühl       | 3-0 | 25-21, 27-25, 25-22               |
| 17-01   | Düren-Herrsching           | 3-0 | 25-16, 25-22, 25-19               |
| 17-01   | Coburgo-Königs             | 1-3 | 18-25, 25-23, 20-25, 20-25        |
| 17-01   | Luneburgo-Rottenburg       | 3-0 | 25-21, 25-20, 25-15               |
| 18-01   | S. Berlino-Friedrichshafen | 3-2 | 19-25, 25-16, 25-13, 20-25, 15-10 |
| 21-01   | Königs-Düren               | 0-3 | 20-25, 21-25, 17-25               |
| 21-01   | Rottenburg-Coburgo         | 3-2 | 25-18, 25-21, 22-25, 23-25, 16-14 |
| 24-01   | Herrsching-S. Berlino      | 0-3 | 34-36, 17-25, 16-25               |
| 24-01   | Düren-Rottenburg           | 3-0 | 25-13, 25-19, 25-18               |
| 24-01   | Coburgo-Luneburgo          | 1-3 | 21-25, 27-29, 25-18, 19-25        |
| 24-01   | Bühl-Spergau               | 2-3 | 28-26, 21-25, 25-17, 24-26, 14-16 |
| 28-01   | Luneburgo-O. Berlino       | 3-0 | 27-25, 25-14, 25-11               |
| 30-01   | Herrsching-Coburgo         | 3-1 | 25-14, 16-25, 25-19, 25-18        |
| 31-01   | Königs-S. Berlino          | 0-3 | 18-25, 11-25, 19-25               |
| 31-01   | Herrsching-Bühl            | 2-3 | 26-24, 25-19, 20-25, 23-25, 8-15  |
| 31-01   | Spergau-Friedrichshafen    | 0-3 | 15-25, 19-25, 20-25               |
| 31-01   | Luneburgo-Düren            | 1-3 | 20-25, 23-25, 25-17, 20-25        |
| 04-02   | S. Berlino-Rottenburg      | 3-0 | 25-22, 25-10, 25-17               |
| 04-02   | Düren-Coburgo              | 3-1 | 25-22, 25-27, 25-18, 25-21        |
| 04-02   | Bühl-Königs                | 3-2 | 22-25, 25-18, 19-25, 25-21, 15-8  |
| 04-02   | Friedrichshafen-Herrsching | 3-0 | 25-17, 25-15, 25-21               |
| 06-02   | S. Berlino-O. Berlino      | 3-0 | 25-15, 25-19, 25-17               |
| 07-02   | Rottenburg-Bühl            | 0-3 | 21-25, 23-25, 13-25               |
| 07-02   | Königs-Friedrichshafen     | 0-3 | 19-25, 16-25, 17-25               |
| 07-02   | Herrsching-Spergau         | 3-1 | 25-23, 18-25, 25-21, 25-23        |
| 08-02   | O. Berlino-Friedrichshafen | 0-3 | 20-25, 16-25, 12-25               |
| 13-02   | Spergau-O. Berlino         | 3-0 | 25-18, 25-20, 25-21               |
| 14-02   | S. Berlino-Coburgo         | 3-0 | 25-15, 25-16, 25-17               |
| 14-02   | Spergau-Königs             | 3-2 | 22-25, 25-20, 25-15, 19-25, 15-12 |
| 14-02   | Bühl-Luneburgo             | 1-3 | 22-25, 19-25, 25-22, 16-25        |
| 15-02   | O. Berlino-Coburgo         | 0-3 | 22-25, 21-25, 18-25               |
| 15-02   | Friedrichshafen-Rottenburg | 3-1 | 25-17, 25-20, 21-25, 25-14        |
| 18-02   | Bühl-S. Berlino            | 1-3 | 26-24, 22-25, 21-25, 13-25        |
| 20-02   | O. Berlino-Düren           | 0-3 | 21-25, 7-25, 18-25                |
| 21-02   | S. Berlino-Düren           | 3-0 | 25-16, 25-13, 25-20               |
| 21-02   | Königs-Herrsching          | 3-0 | 28-26, 25-20, 25-18               |
| 21-02   | Luneburgo-Friedrichshafen  | 1-3 | 19-25, 25-19, 22-25, 20-25        |
| 21-02   | Rottenburg-Spergau         | 3-2 | 21-25, 23-25, 25-16, 25-15, 15-10 |
| 21-02   | Coburgo-Bühl               | 0-3 | 21-25, 19-25, 22-25               |

#### Classifica
| Pos. | Squadra           | Pt                                        | G                                         | V                                         | P                                         | SV                                        | SP                                        | Ratio                                     | PF                                        | PS                                        | Ratio                                     |
| ---- | ----------------- | ----------------------------------------- | ----------------------------------------- | ----------------------------------------- | ----------------------------------------- | ----------------------------------------- | ----------------------------------------- | ----------------------------------------- | ----------------------------------------- | ----------------------------------------- | ----------------------------------------- |
| 1.   | Friedrichshafen   | 55                                        | 20                                        | 18                                        | 2                                         | 58                                        | 12                                        | 4.833                                     | 1 660                                     | 1 312                                     | 1.265                                     |
| 2.   | Charlottenburg    | 54                                        | 20                                        | 18                                        | 2                                         | 58                                        | 13                                        | 4.461                                     | 1 690                                     | 1 326                                     | 1.274                                     |
| 3.   | Dürener           | 43                                        | 20                                        | 14                                        | 6                                         | 46                                        | 25                                        | 1.840                                     | 1 625                                     | 1 464                                     | 1.109                                     |
| 4.   | Lüneburg          | 36                                        | 20                                        | 12                                        | 8                                         | 44                                        | 34                                        | 1.294                                     | 1 755                                     | 1 664                                     | 1.054                                     |
| 5.   | Bühl              | 35                                        | 20                                        | 12                                        | 8                                         | 44                                        | 34                                        | 1.294                                     | 1 785                                     | 1 718                                     | 1.038                                     |
| 6.   | Rottenburg        | 27                                        | 20                                        | 11                                        | 9                                         | 38                                        | 42                                        | 0.904                                     | 1 686                                     | 1 705                                     | 0.988                                     |
| 7.   | Netzhoppers       | 26                                        | 20                                        | 8                                         | 12                                        | 33                                        | 44                                        | 0.750                                     | 1 622                                     | 1 768                                     | 0.917                                     |
| 8.   | Herrsching        | 20                                        | 20                                        | 6                                         | 14                                        | 25                                        | 46                                        | 0.543                                     | 1 504                                     | 1 664                                     | 0.903                                     |
| 9.   | Mitteldeutschland | 18                                        | 20                                        | 6                                         | 14                                        | 31                                        | 48                                        | 0.645                                     | 1 705                                     | 1 817                                     | 0.938                                     |
| 10.  | Coburger          | 15                                        | 20                                        | 5                                         | 15                                        | 27                                        | 50                                        | 0.540                                     | 1 612                                     | 1 787                                     | 0.902                                     |
| 11.  | Olympia Berlino   | 1                                         | 20                                        | 0                                         | 20                                        | 4                                         | 60                                        | 0.066                                     | 1 164                                     | 1 583                                     | 0.735                                     |
| -    | Dresden           | Ritirata dal campionato nel dicembre 2014 | Ritirata dal campionato nel dicembre 2014 | Ritirata dal campionato nel dicembre 2014 | Ritirata dal campionato nel dicembre 2014 | Ritirata dal campionato nel dicembre 2014 | Ritirata dal campionato nel dicembre 2014 | Ritirata dal campionato nel dicembre 2014 | Ritirata dal campionato nel dicembre 2014 | Ritirata dal campionato nel dicembre 2014 | Ritirata dal campionato nel dicembre 2014 |

| Qualificate ai play-off scudetto |

### Play-off scudetto

#### Tabellone
|  | Primo turno | Primo turno       | Primo turno | Primo turno    | Primo turno |   |                 | Quarti di finale | Quarti di finale  | Quarti di finale | Quarti di finale | Quarti di finale |   |                | Semifinali | Semifinali | Semifinali | Semifinali | Semifinali | Semifinali | Semifinali |  |  | Finali | Finali          | Finali | Finali | Finali | Finali | Finali |
|  |             |                   |             |                |             |   |                 |                  |                   |                  |                  |                  |   |                |            |            |            |            |            |            |            |  |  |        |                 |        |        |        |        |        |
|  |             |                   |             |                |             |   |                 | 1                | Friedrichshafen   | 3                | 3                |                  |   |                |            |            |            |            |            |            |            |  |  |        |                 |        |        |        |        |        |
|  | 8           | Herrsching        | 1           | 1              |             |   |                 | 9                | Mitteldeutschland | 0                | 0                |                  |   |                |            |            |            |            |            |            |            |  |  |        |                 |        |        |        |        |        |
|  | 8           | Herrsching        | 1           | 1              |             | 1 | Friedrichshafen | 9                | Mitteldeutschland | 0                | 0                | 3                | 3 | 3              |            |            |            |            |            |            |            |  |  |        |                 |        |        |        |        |        |
|  | 9           | Mitteldeutschland | 3           | 3              |             | 1 | Friedrichshafen |                  |                   |                  |                  |                  |   |                |            |            |            |            |            |            |            |  |  |        |                 |        |        |        |        |        |
|  | 9           | Mitteldeutschland | 3           | 3              |             | 4 | Lüneburg        | 0                | 0                 | 1                |                  |                  |   |                |            |            |            |            |            |            |            |  |  |        |                 |        |        |        |        |        |
|  |             |                   |             |                |             |   |                 | 0                | 0                 | 1                | 4                | Lüneburg         | 1 | 3              | 3          |            |            |            |            |            |            |  |  |        |                 |        |        |        |        |        |
|  |             |                   |             |                |             |   |                 |                  |                   |                  | 4                | Lüneburg         | 1 | 3              | 3          |            |            |            |            |            |            |  |  |        |                 |        |        |        |        |        |
|  |             |                   |             |                |             |   |                 | 5                | Bühl              | 3                | 2                | 0                |   |                |            |            |            |            |            |            |            |  |  |        |                 |        |        |        |        |        |
|  |             |                   |             |                |             |   |                 |                  |                   |                  |                  |                  |   |                |            |            |            |            |            |            |            |  |  | 1      | Friedrichshafen | 3      | 2      | 0      | 3      | 3      |
|  |             |                   | 2           | Charlottenburg | 1           | 3 | 3               | 2                | 1                 |                  |                  |                  |   |                |            |            |            |            |            |            |            |  |  |        |                 |        |        |        |        |        |
|  |             |                   |             |                |             |   |                 | 3                | Dürener           | 3                | 3                |                  |   |                |            |            |            |            |            |            |            |  |  |        |                 |        |        |        |        |        |
|  |             |                   |             |                |             |   |                 | 6                | Rottenburg        | 0                | 0                |                  |   |                |            |            |            |            |            |            |            |  |  |        |                 |        |        |        |        |        |
|  |             |                   |             |                |             |   |                 |                  |                   |                  |                  |                  |   |                | 3          | Dürener    | 1          | 2          | 0          |            |            |  |  |        |                 |        |        |        |        |        |
|  | 7           | Netzhoppers       | 3           | 3              |             |   |                 |                  |                   |                  |                  |                  |   |                | 3          | Dürener    | 1          | 2          | 0          |            |            |  |  |        |                 |        |        |        |        |        |
|  | 7           | Netzhoppers       | 3           | 3              |             | 2 | Charlottenburg  | 3                | 3                 | 3                |                  |                  |   |                |            |            |            |            |            |            |            |  |  |        |                 |        |        |        |        |        |
|  | 10          | Coburger          | 1           | 1              |             | 2 | Charlottenburg  | 3                | 3                 | 3                |                  |                  | 2 | Charlottenburg | 3          | 3          |            |            |            |            |            |  |  |        |                 |        |        |        |        |        |
|  | 10          | Coburger          | 1           | 1              |             |   |                 |                  |                   |                  |                  |                  | 2 | Charlottenburg | 3          | 3          |            |            |            |            |            |  |  |        |                 |        |        |        |        |        |
|  |             |                   |             |                |             |   |                 | 7                | Netzhoppers       | 0                | 0                |                  |   |                |            |            |            |            |            |            |            |  |  |        |                 |        |        |        |        |        |

#### Risultati
| Ottavi di finale |                    |     |                            |
|                  |                    |     |                            |
| 04-03            | Königs-Coburgo     | 3-1 | 25-22, 25-21, 21-25, 25-20 |
| 04-03            | Herrsching-Spergau | 1-3 | 21-25, 17-25, 30-28, 18-25 |

| 08-03 | Coburgo-Königs     | 1-3 | 25-18, 22-25, 24-26, 16-25 |
| 07-03 | Spergau-Herrsching | 3-1 | 25-22, 25-27, 25-21, 25-20 |

| Quarti di finale |                         |     |                            |
|                  |                         |     |                            |
| 15-03            | Friedrichshafen-Spergau | 3-0 | 25-15, 25-14, 25-15        |
| 14-03            | S. Berlino-Königs       | 3-0 | 25-19, 25-16, 25-13        |
| 14-03            | Düren-Rottenburg        | 3-0 | 25-17, 25-23, 25-23        |
| 14-03            | Luneburgo-Bühl          | 1-3 | 21-25, 21-25, 33-31, 20-25 |

| 21-03 | Spergau-Friedrichshafen | 0-3 | 16-25, 23-25, 16-25              |
| 18-03 | Königs- S. Berlino      | 0-3 | 21-25, 18-25, 16-25              |
| 21-03 | Rottenburg-Düren        | 0-3 | 24-26, 21-25, 19-25              |
| 21-03 | Bühl-Luneburgo          | 2-3 | 21-25, 25-19, 21-25, 25-21, 5-15 |

| 25-03 | Luneburgo-Bühl | 3-0 | 25-23, 25-22, 25-21 |

| Semifinali |                           |     |                            |
|            |                           |     |                            |
| 01-04      | Friedrichshafen-Luneburgo | 3-0 | 25-19, 25-18, 25-12        |
| 02-04      | S. Berlino-Düren          | 3-1 | 25-18, 25-27, 25-21, 25-17 |

| 04-04 | Luneburgo-Friedrichshafen | 0-3 | 16-25, 13-25, 20-25               |
| 05-04 | Düren- S. Berlino         | 2-3 | 25-21, 19-25, 29-27, 20-25, 11-15 |

| 08-04 | Friedrichshafen-Luneburgo | 3-1 | 25-17, 25-23, 22-25, 25-21 |
| 09-04 | S. Berlino-Düren          | 3-0 | 25-20, 25-21, 25-23        |

| Finale |                            |     |                               |
|        |                            |     |                               |
| 18-04  | Friedrichshafen-S. Berlino | 3-1 | 25:20 23:25 25:17 25:23       |
| 22-04  | S. Berlino-Friedrichshafen | 3-2 | 22:25 25:19 25:18 20:25 15:10 |
| 26-04  | Friedrichshafen-S. Berlino | 0-3 | 24:26 21:25 15:25             |
| 30-04  | S. Berlino-Friedrichshafen | 2-3 | 25:20 21:25 27:25 23:25 14:16 |
| 03-04  | Friedrichshafen-S. Berlino | 3-1 | 25:19 18:25 25:20 26:24       |

## Verdetti
- Friedrichshafen Campione di Germania 2014-15 e qualificata alla Champions League 2015-16.
- Charlottenburg qualificata alla Champions League 2015-16.
- Dürener qualificata alla Coppa CEV 2015-16.